# Yaoundé
Yaoundé là thủ đô nước Cameroon và là thành phố lớn thứ nhì sau Douala. Yaoundé nằm ở miền trung nước Cameroon ở cao độ 750 m.

## Lịch sử
Yaoundé hình thành do các thương nhân người Đức lập vào năm 1888 làm căn cứ buôn ngà voi và là trạm thí nghiệm canh nông. Thành phố bị quân đội Bỉ chiếm đóng trong Chiến tranh thế giới thứ nhất. Sau khi Đức bại trận, miền đông xứ Cameroon được giao cho thực dân Pháp cai trị và Yaoundé biến thành thủ phủ xứ Cameroun thuộc Pháp. Đến thời kỳ độc lập, Yaoundé giữ vai trò thủ đô nước Cộng hòa Cameroon cho tới ngày nay.

## Kinh tế
Kỹ nghệ chính của Yaoundé là sản xuất thuốc lá, chế biến bơ sữa, nấu bia, cùng những sản vật như đất sét, thủy tinh và gỗ. Thành phố còn là trung tâm phân phối cà phê, cacao, cùi dừa khô, mía và cao su.

## Giao thông
Phi trường quốc tế Nsimalen là chốt giao thông hàng không dân sự chính trong khi phi trường Yaoundé thuộc quân đội. Đường sắt nối thành phố với hải cảng Douala về hướng tây và thị trấn N'Gaoundéré về hướng bắc.

## Giáo dục
Yaoundé là trụ sở của trường Đại học Yaoundé và Đại học Công giáo vùng Trung Phi (UCAC).

## Khí hậu

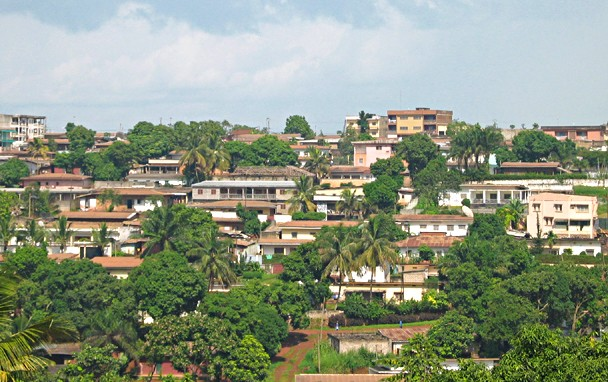
Cảnh trí Yaoundé

| Tháng | Giêng | Hai | Ba  | Tư   | Năm | Sáu | Bảy | Tám | Chín | Mười | Mười Một | Chạp | Toàn Năm |
| ----- | ----- | --- | --- | ---- | --- | --- | --- | --- | ---- | ---- | -------- | ---- | -------- |
| [mm]  | 22    | 63  | 146 | 182  | 204 | 151 | 56  | 174 | 202  | 300  | 127      | 120  | 1747     |
| [°C]  | 24    | 25  | 24  | 24.0 | 24  | 23  | 22  | 22  | 23   | 23   | 22       | 24   | ?        |